# Thomas Bell
Thomas Bell (Poole (Dorset), 11 ottobre 1792 – Selborne, 13 marzo 1880) è stato uno zoologo, chirurgo e scrittore britannico.
Fu membro della Royal Society (FRS).

## Biografia

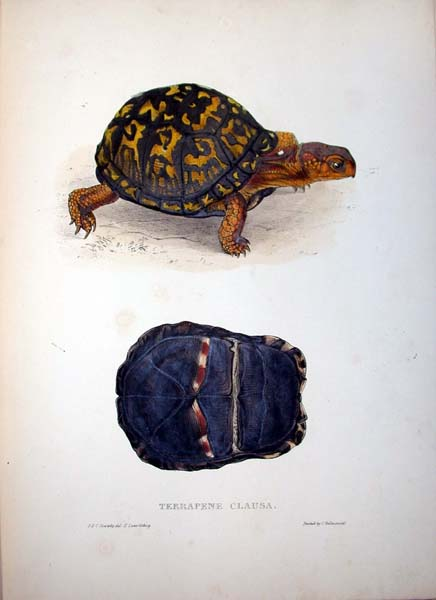
Terrapene clausa dall'opera di Thomas Bell "A Monograph of the Testudinata", Londra (1832-1836)

Thomas Bell, come sua madre Susan, acquisì un vivo interesse per la storia naturale, che sua madre trasmise anche al suo cugino più giovane Philip Henry Gosse.
Bell lasciò Poole nel 1813 per la sua formazione come medico dentista a Londra.
Combinò così due carriere, divenendo Professore di Zoologia al King's College di Londra nel 1836 (sulla base delle sue ricerche amatoriali) e lettore di Anatomia al Guy's Hospital.
Bell fu al centro del mondo scientifico e il 2 dicembre 1836, quando Charles Darwin tornò a Londra dalla spedizione Beagle, Bell fu veloce ad assumere il compito di descrivere gli esemplari di rettili.
Gli furono affidati anche i campioni di crostacei raccolti durante il viaggio.
Egli era un'autorità in questo campo; il suo libro British Stalke-eyed Crustacea è un capolavoro.
Nel marzo 1837, giocò un ruolo significativo nella nascita della teoria di Darwin dell'evoluzione mediante selezione naturale, quando confermò che le tartarughe giganti delle Galapagos erano native delle isole e non trasportate lì dai bucanieri come cibo, come Darwin aveva ritenuto.
Sostenne le decisioni per la pubblicazione di Zoology of the Voyage of H.M.S. Beagle, ma poi era molto lento nel portare avanti il lavoro e, anche se le prime parti del lavoro erano state pubblicate nel 1838, il contributo di Bell sui rettili (Parte 5) fu pubblicato in due numeri, nel 1842 e nel 1843, fallendo così di intraprendere alcuna azione a proposito dei Crustacea.
Nel 1844 divenne Membro del Royal College of Surgeons of England.
Nel 1858 fu Presidente della Linnean Society.
In qualità di Presidente della Linnean Society of London, Bell presiedette la riunione del 1º luglio 1858, durante la quale, nella presentazione congiunta degli articoli On the Tendency of Species to form Varieties e On the Perpetuation of Varieties and Species by Natural Means of Selection, Darwin e Alfred Russel Wallace pubblicarono per la prima volta le loro teorie sulla selezione naturale.
Apparentemente disapprovava e - nella sua relazione presidenziale annuale presentata nel maggio 1859 -, scrisse che "L'anno che è passato non è, infatti, stato caratterizzato da una di quelle scoperte sorprendenti che rivoluzionano in una sola volta, per così dire, il dipartimento della scienza su cui le scoperte si basano".
Al compimento del suo settantesimo anno, Bell si ritirò a Selborne, dove acquisì un forte interesse per il naturalista dilettante Gilbert White. Nel 1877 pubblicò una nuova edizione del libro di White The Natural History and Antiquities of Selborne.
Bell morì a Selborne nel 1880.

## Opere

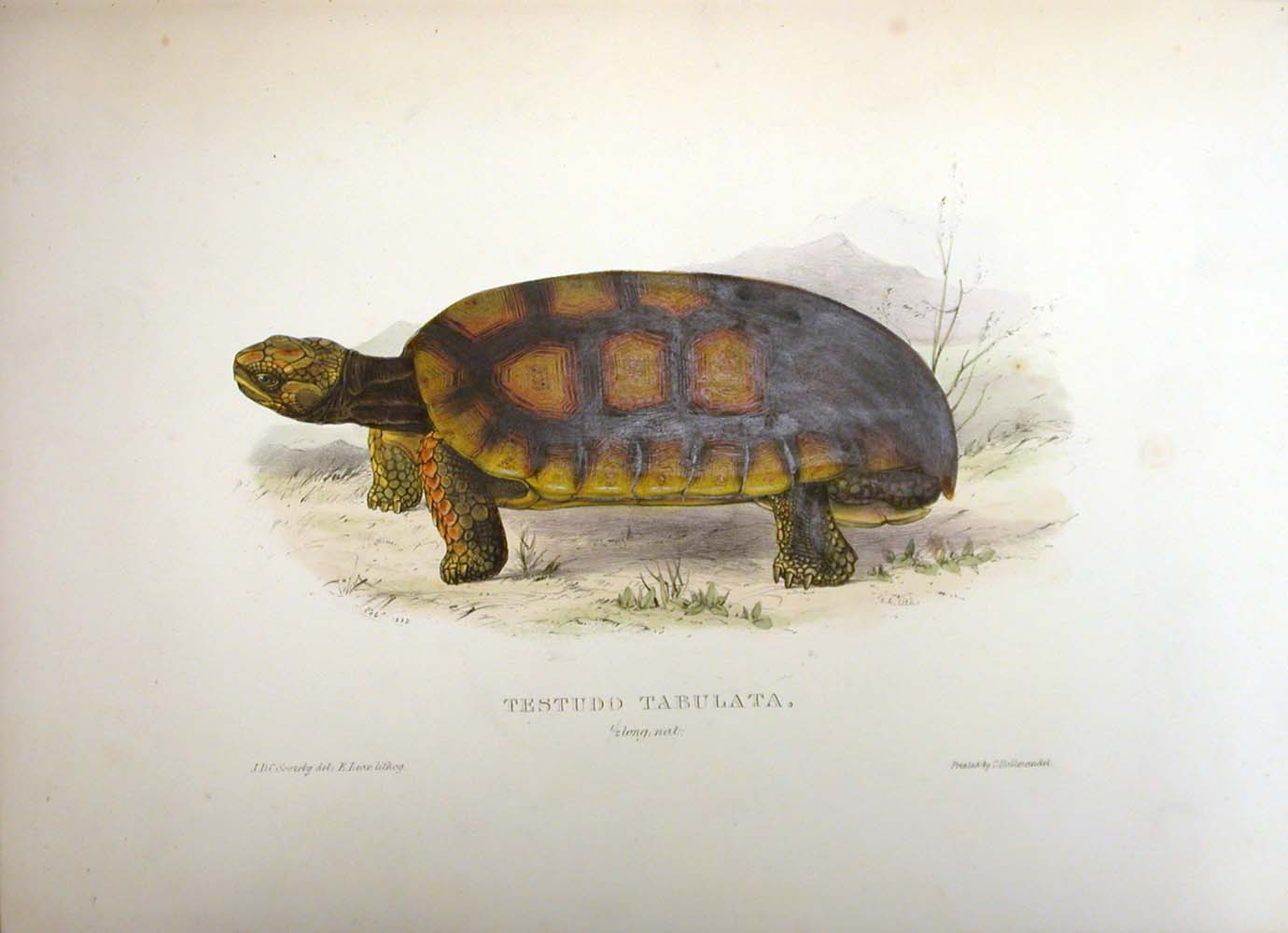
Chelonoidis denticulata/Testudo tabulata dall'opera di Thomas Bell A Monograph of the Testudinata, Londra (1832–1836)

- Thomas Bell. A Monograph of the Testudinata 1832–1836 – riassume tutte le testuggini del mondo, sia viventi sia estinte. Le quaranta tavole illustrate furono disegnate da James de Carle Sowerby e Edward Lear.
- Thomas Bell. A History of the British Stalk-eyed Crustacea 1844–1853. John Van Voorst, Paternoster Row, Londra.